# Ampère por metro
Na física, o ampere por metro (abreviado: A/m), é a unidade de medida padrão do SI (Sistema Internacional de Unidades) que representa a intensidade do campo magnético, onde a intensidade do campo magnético é a medida da força exercida sobre uma carga em movimento pelo campo magnético. Onde o ampère é a unidade SI de corrente elétrica e, o metro é a unidade SI de comprimento.